# Boy Scouts of America
Boy Scouts of America ( BSA ) és una de les organitzacions més grans dels Estats Units, amb més de 4,5 milions de membres. Des de la seva fundació el 1910 com a part del Moviment Internacional Boy Scout, més de 110 milions de nord-americans han estat o són membres de la BSA. El febrer de 2020, l'organització es va declarar en fallida a causa d'una sèrie de demandes per abusos sexuals comesos per alguns dels seus membres. El 16 de novembre de 2020, la National BSA va revelar en les seves declaracions de fallida que 92.700 antics Boy Scouts van denunciar abús sexual per part de membres de l'organització.

## Antecedents
Als Estats Units, el moviment progressista, va assolir el seu apogeu a principis del segle XX. A mesura que les famílies emigraven de les granges a les ciutats, alguns es preocupaven perquè els joves ja no aprenguin patriotisme, autosuficiència i individualisme. Diversos grups han intentat omplir aquest buit. El YMCA va ser un dels primers promotors de reformes per als homes joves centrades en el benestar social i els programes de desenvolupament mental, físic, social i religiós.  Altres, inclosos els " Woodcraft Indians " iniciats per Ernest Thompson Seton el 1902 a Cos Cob, Connecticut i els " Sons of Daniel Boone " fundats per Daniel Carter Beard el 1905 a Cincinnati, Ohio, dos notables predecessors independents de l'escoltisme. BSA als Estats Units.

## Història

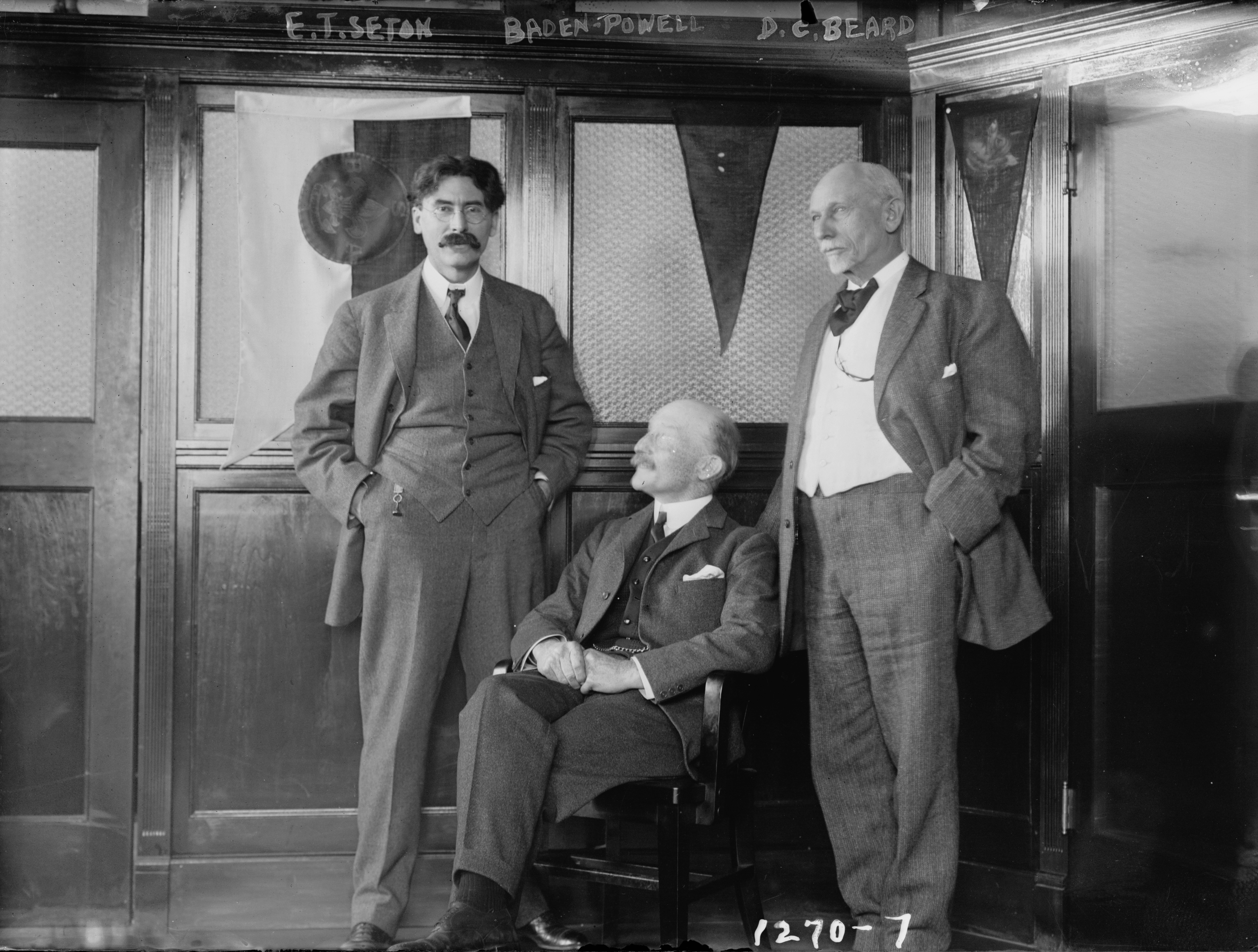
Ernest Thompson Seton, Robert Baden-Powell (assegut) i Daniel Carter Beard.

El 1907, Robert Baden-Powell va fundar l'escoltisme a Anglaterra utilitzant elements de les obres de Seton, entre altres influències. El 1909, l'editor de Chicago W. D. Boyce Visitava Londres, on es va trobar amb un noi que va arribar a ser conegut com el " Scout Desconegut ". Boyce es va perdre en un carrer boirós quan un "boy scout desconegut" va venir en el seu auxili, guiant-lo cap al seu destí. Aleshores, el nen va rebutjar la propina de Boyce, explicant que era un Boy Scout i que només estava fent la seva bona acció diària. Interessat pels Boy Scouts, Boyce es va reunir amb el personal de la seu de Boy Scout i, segons alguns, amb Baden-Powell. Al seu retorn als Estats Units, Boyce es va inspirar en la seva experiència i va crear els "Boy Scouts of America" el 8 de febrer de 1910. Edgar M. Robinson i Lee F. Hanmer es va interessar en la BSA recentment creada i va convèncer Boyce de lliurar el programa a la YMCA per al seu desenvolupament l'abril de 1910.
Robinson va reunir a Seton, Beard, Charles Eastman i altres líders destacats dels primers moviments juvenils. L'antic president Theodore Roosevelt, que feia temps que s'havia queixat del declivi de la virilitat nord-americana, es va convertir en un fervent partidari. El gener de 1911, Robinson va lliurar el moviment a James E. West, que es va convertir en el primer " Cap executiu de l'escoltisme ", i l'escoltisme va començar a expandir-se als Estats Units  Entre altres programes als Estats Units, els "Woodcraft Indians" i els "Sons of Daniel Boone" es van fusionar finalment. amb BSA. 

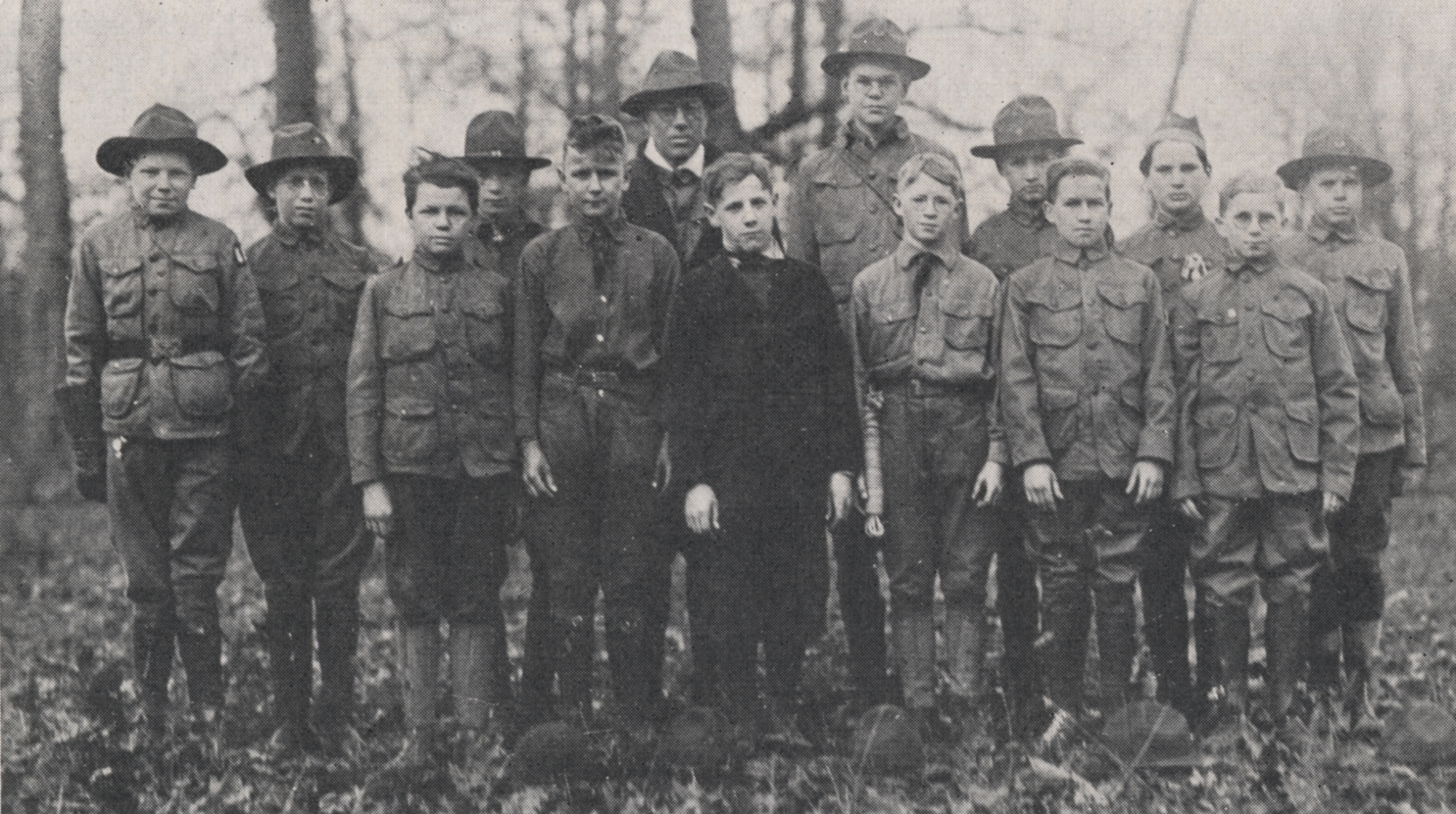
Boy Scouts, Tropa 10, Columbus, Ohio, 1918.

El propòsit declarat de la BSA en la seva incorporació el 1910 era "ensenyar als [nens] patriotisme, coratge, autosuficiència i valors afins".  Més tard, el 1937, el cap executiu adjunt dels escoltes George J. Fisher va expressar la missió de la BSA: "Cada generació, a mesura que arriba a la majoria d'edat, no té un deure més important que ensenyar ideals elevats i un comportament adequat a la generació que segueix". La declaració de missió actual de la BSA és: "preparar els joves per prendre decisions ètiques i morals al llarg de la seva vida inculcant-los els valors del Jurament i la Llei Boy Scout".
En el seu punt àlgid, els Boy Scouts tenien una afiliació activa de més de 4 milions de joves el 1973. Avui dia, la popularitat dels esdeveniments a l'aire lliure ha disminuït i els membres han disminuït. Tanmateix, la BSA segueix sent l'organització d'escoltisme més gran i una de les organitzacions juvenils més grans dels Estats Units, amb aproximadament 2,3 milions d'afiliats joves i aproximadament un milió de voluntaris adults.

### Vandalisme (2013)

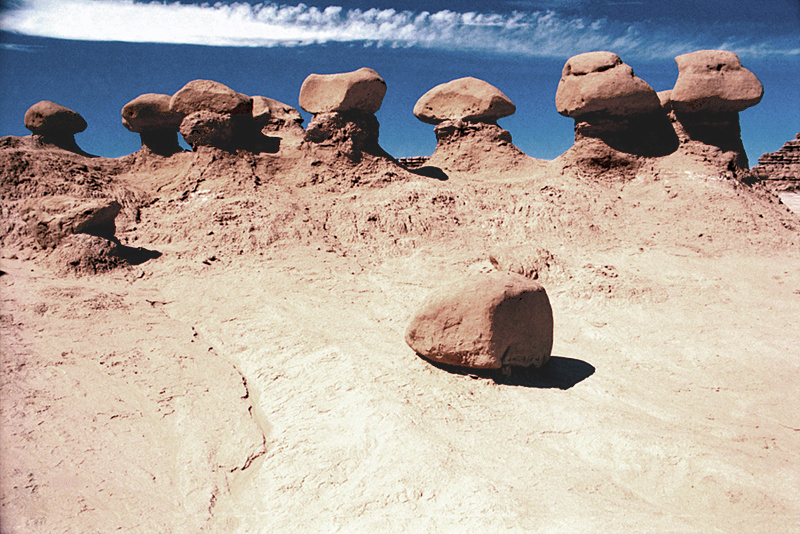
Un hoodoo caigut naturalment, no el vandalitzat

L'octubre de 2013, al Parc Estatal Goblin Valley, un líder Boy Scout va enderrocar intencionadament un hoodoo delicadament equilibrat mentre dos homes més miraven, un dels quals va gravar un vídeo que després es va penjar a Internet. Els homes van afirmar que el hoodoo semblava llest per caure i que va ser tombat intencionadament per evitar que els visitants del parc es fessin mal. La formació hoodoo havia existit durant molts milions d'anys, havent-se format a partir de roca que datava de 165 milions d'anys. La taxa mitjana d'erosió d'un hoodoo és d'aproximadament 2-4 peus (0,6-1,3 m) cada 100 anys.

Els dos líders, Glenn Taylor i David Hall, van ser posteriorment acomiadats dels seus papers de lideratge pel Consell de Parcs Nacionals d'Utah, que és un consell local dels Boy Scouts a Utah. Aleshores, els Boy Scouts nacionals van retirar els homes de l'organització d'escoltisme. El gener de 2014, dos dels homes — el que va fer caure el hoodoo i el càmera — van ser jutjats per un delicte de "malèstia criminal" i "dany, desfiguració i destrucció de propietats intencionadament". Els dos homes es van declarar culpables de càrrecs menors de dolència criminal i intent de maltractament criminal, i van rebre una condemna d'un any de llibertat condicional més multes i honoraris relacionats amb el cas.

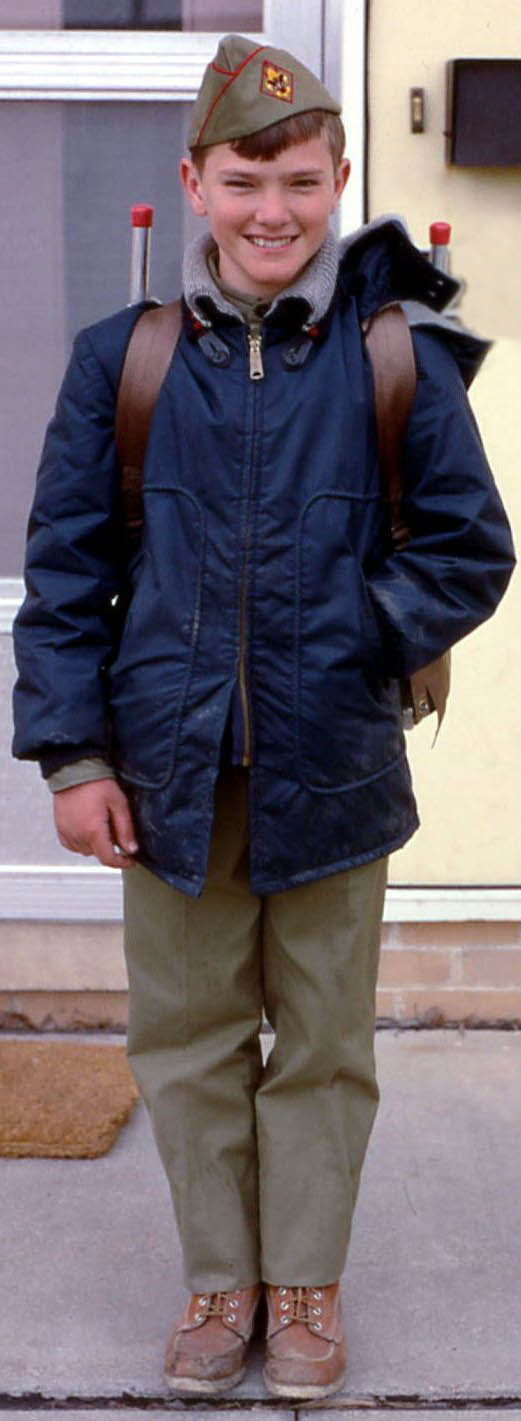
Un típic membre de BSA